# Posejdon (1884)
Posejdon – polski lodołamacz z okresu po II wojnie światowej, zbudowany w Szwecji, uprzednio szwedzki Bryderen i duński. 

## Historia
Zbudowany został w stoczni Kockums Mekaniska Verkstad A.B. w Malmö w 1884 roku. Pojemność jednostki wynosiła 436 BRT i 149 NRT. Napęd stanowiła jedna 3-cylindrowa maszyna parowa potrójnego rozprężania o mocy 1000 KM, napędzająca jedną śrubę. 
Wszedł do eksploatacji w Szwecji 20 listopada 1884 roku. Od 1929 roku eksploatowany w Danii przez Det Forendee Dampskibs Selskab w Kopenhadze. W 1947 roku został zakupiony przez Polskę, przybywając do Gdyni 27 marca tego roku. Był eksploatowany przez Urząd Morski w Szczecinie, a następnie przekazany do floty Polskiego Ratownictwa Okrętowego. Służył do łamania lodu na Zalewie Szczecińskim. Między innymi z uwagi na kosztowną eksploatację wycofany ze służby w listopadzie 1960 roku. 
Po wycofaniu z eksploatacji służył jako kotłownia dla Zakładów Tłuszczowych im. Migały w porcie w Gdyni, przeznaczony następnie do złomowania.